# NGC 464
NGC 464 là một ngôi sao đôi nằm trong chòm sao Tiên Nữ. Nó được phát hiện vào năm 1882 bởi Wilhelm Tempel.